# Leva och låta leva
Leva och låta leva är en strategi som liknar lika för lika eller Quid pro quo. Som specifikt fenomen förekom den under första världskriget där de stridande inte kunde besegra varandra individuellt, utan bara stupade vid försök. Detta ledde till att man gav sken av strid och inte försökte döda fienden, i hopp om att han skulle göra det samma. Julfreden 1914 åsyftas ofta.
Inom spelteori finns den som strategi i fångarnas dilemma.